# Ilyoplax obliqua
Ilyoplax obliqua is een krabbensoort uit de familie van de Dotillidae. De wetenschappelijke naam van de soort is voor het eerst geldig gepubliceerd in 1935 door Tweedie.